# 埃武拉
埃武拉（葡萄牙語：Évora），澳門又譯依和拉，是葡萄牙埃武拉區的市镇。在2004年，有人口41,159人 。埃武拉的古城區保存良好，聯合國教科文組織將其列為世界文化遺產。城市自羅馬時代就開始發展了。该市现由联合民主联盟执政。

埃武拉
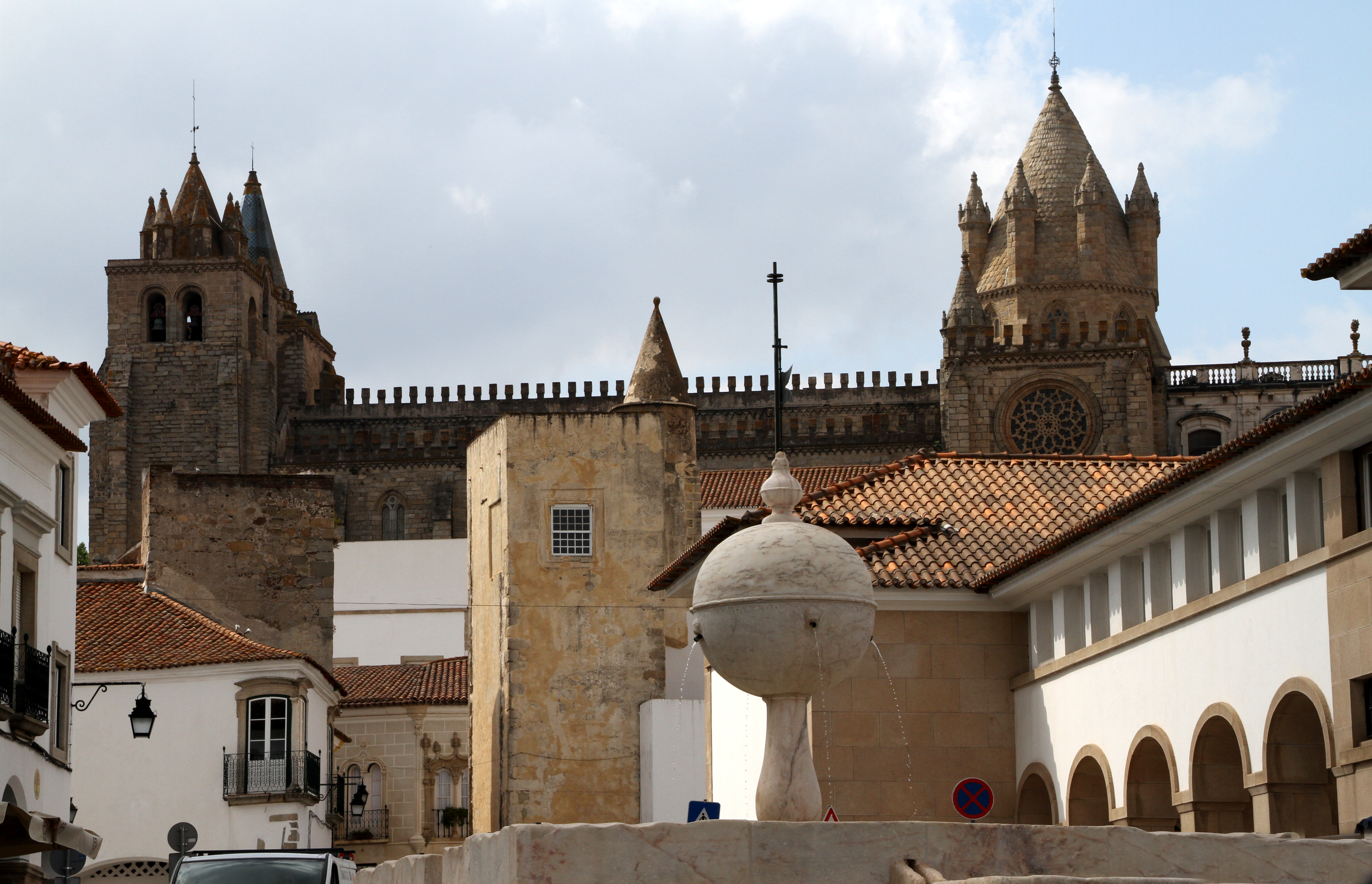
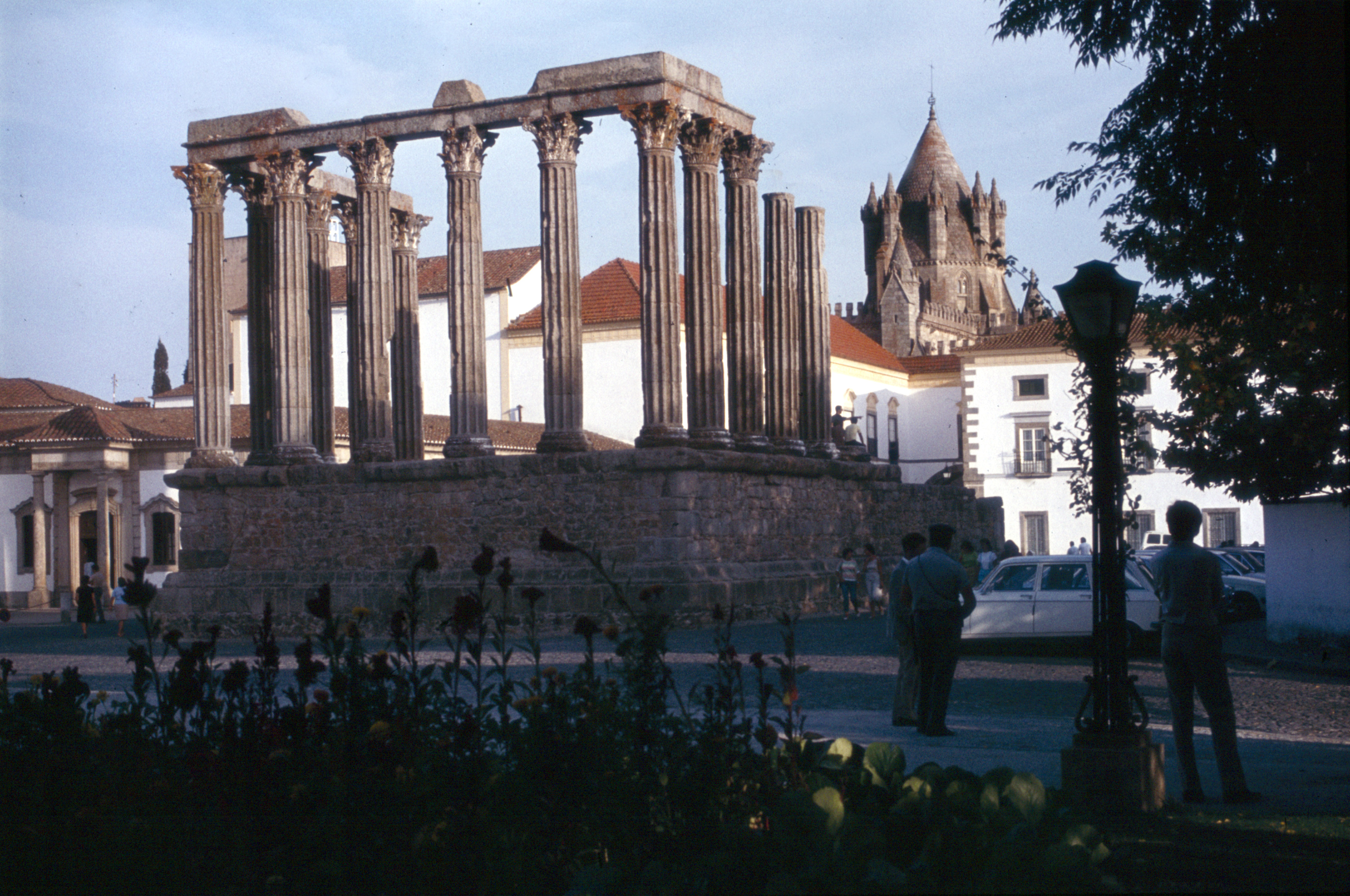
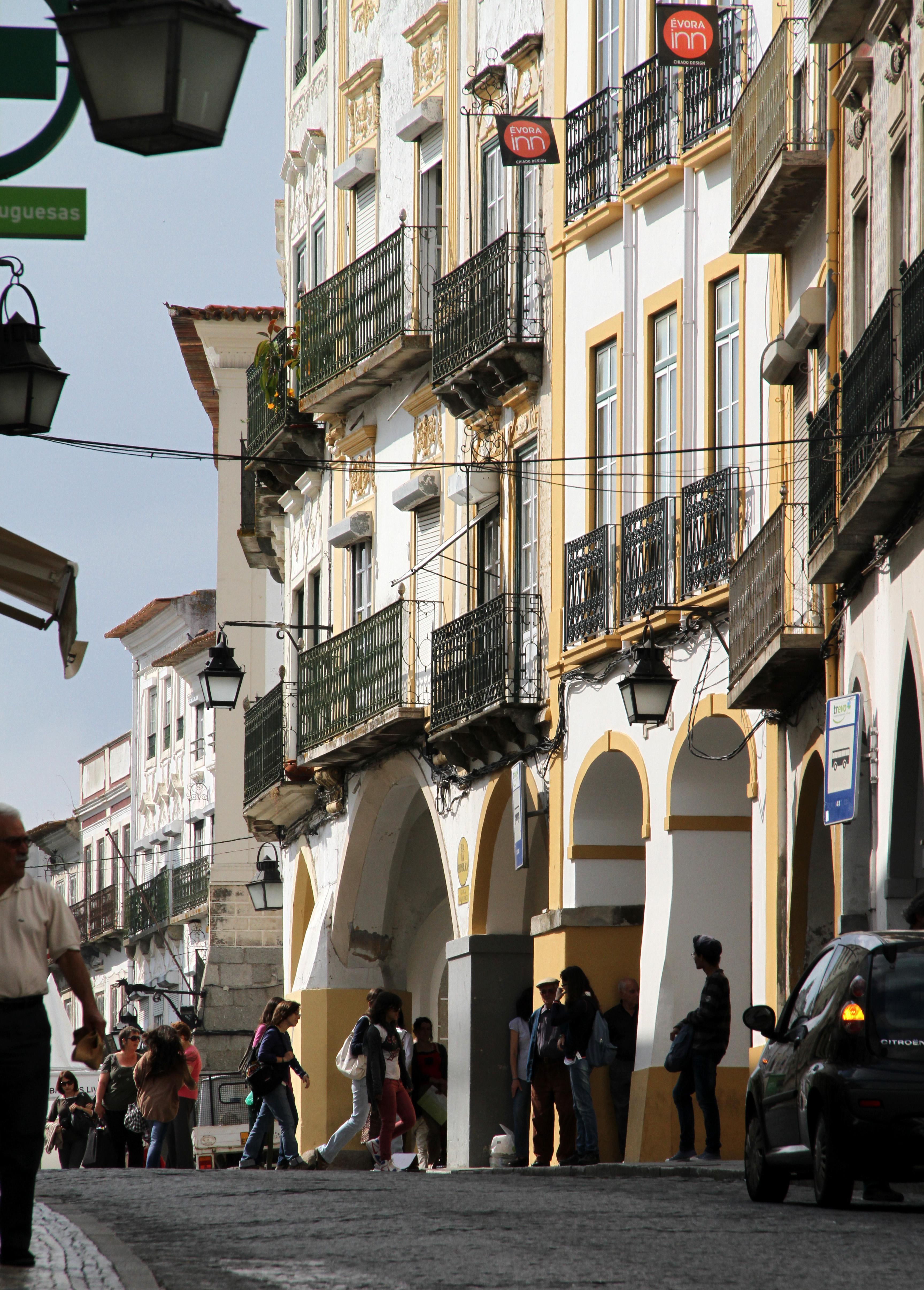
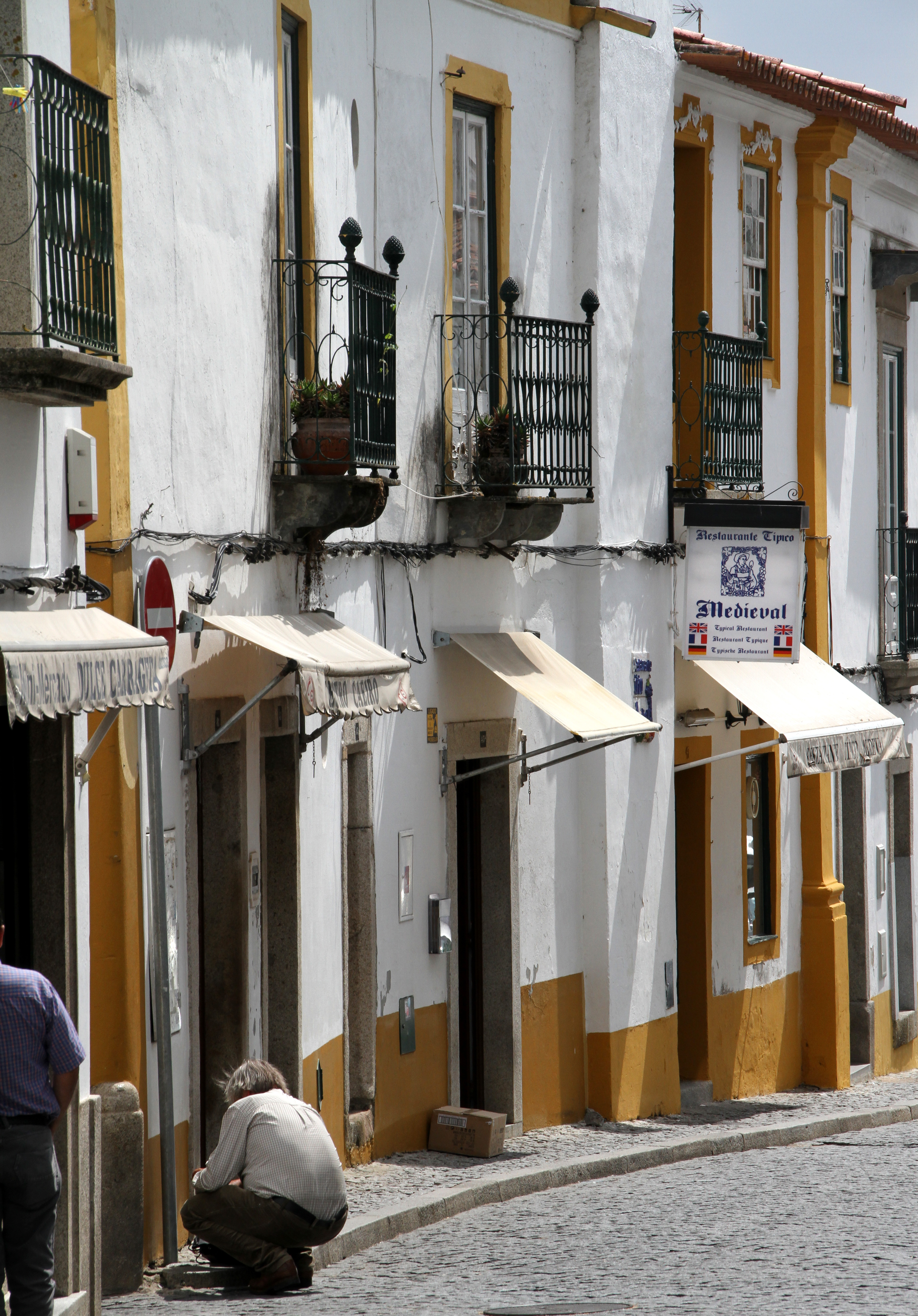
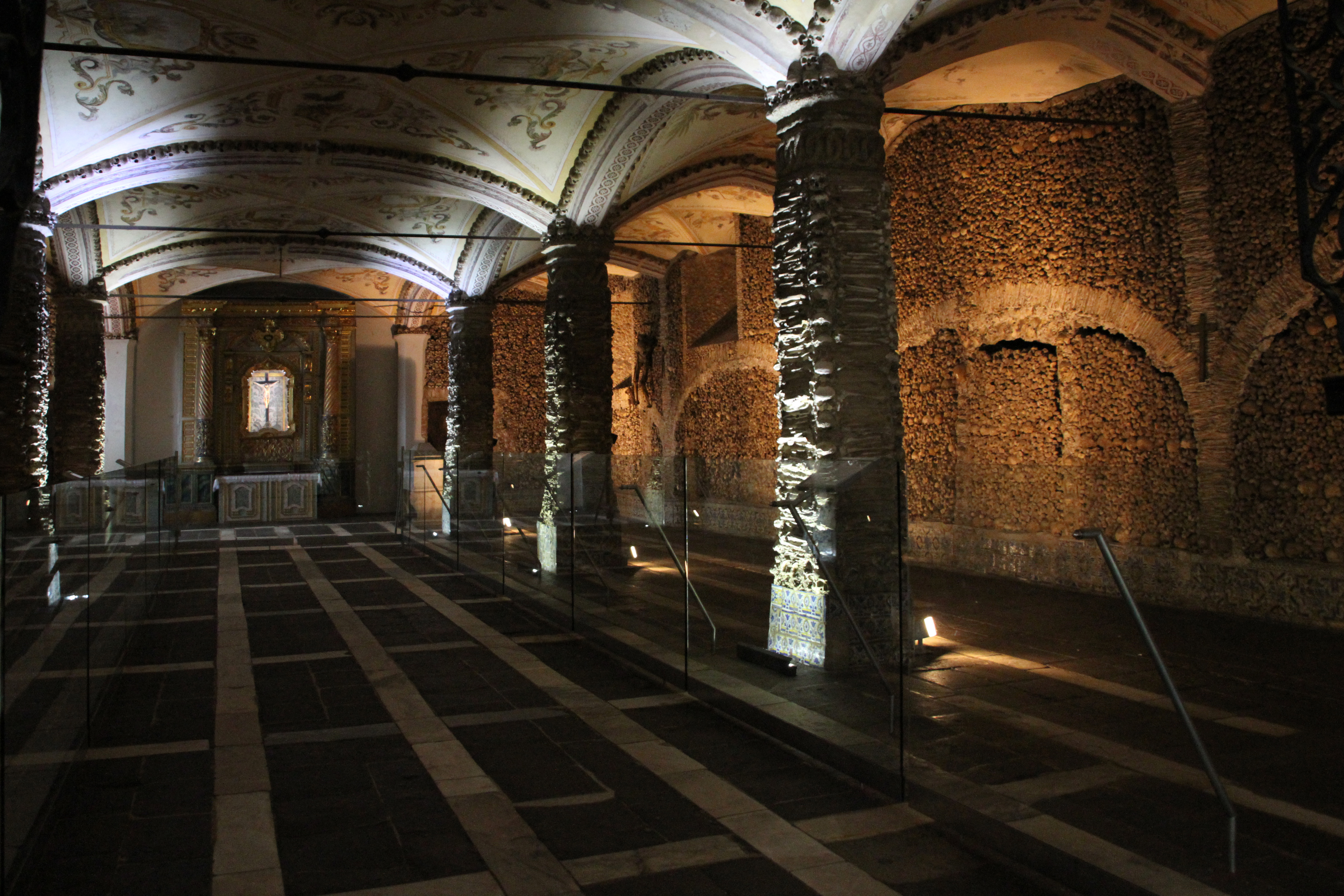
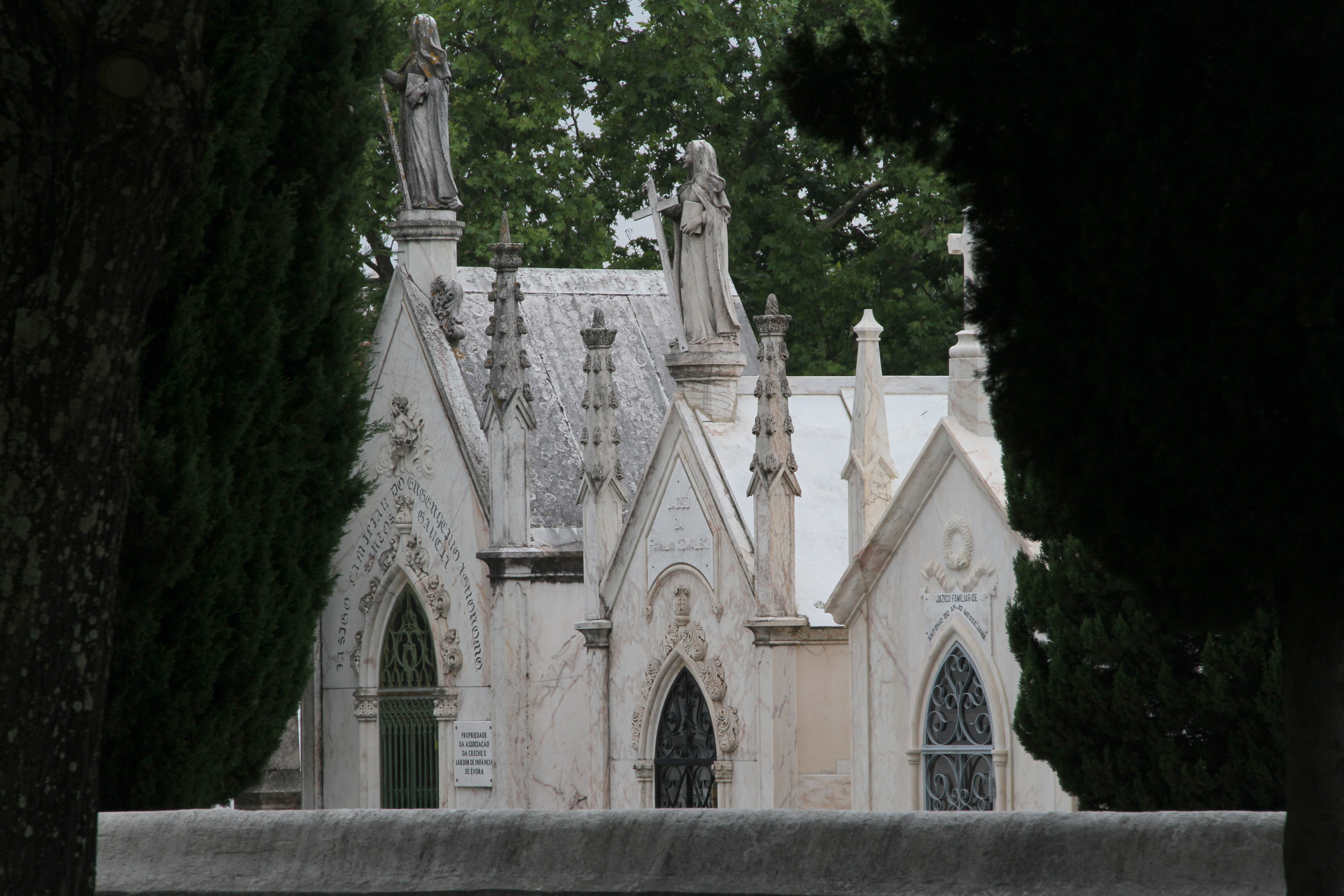
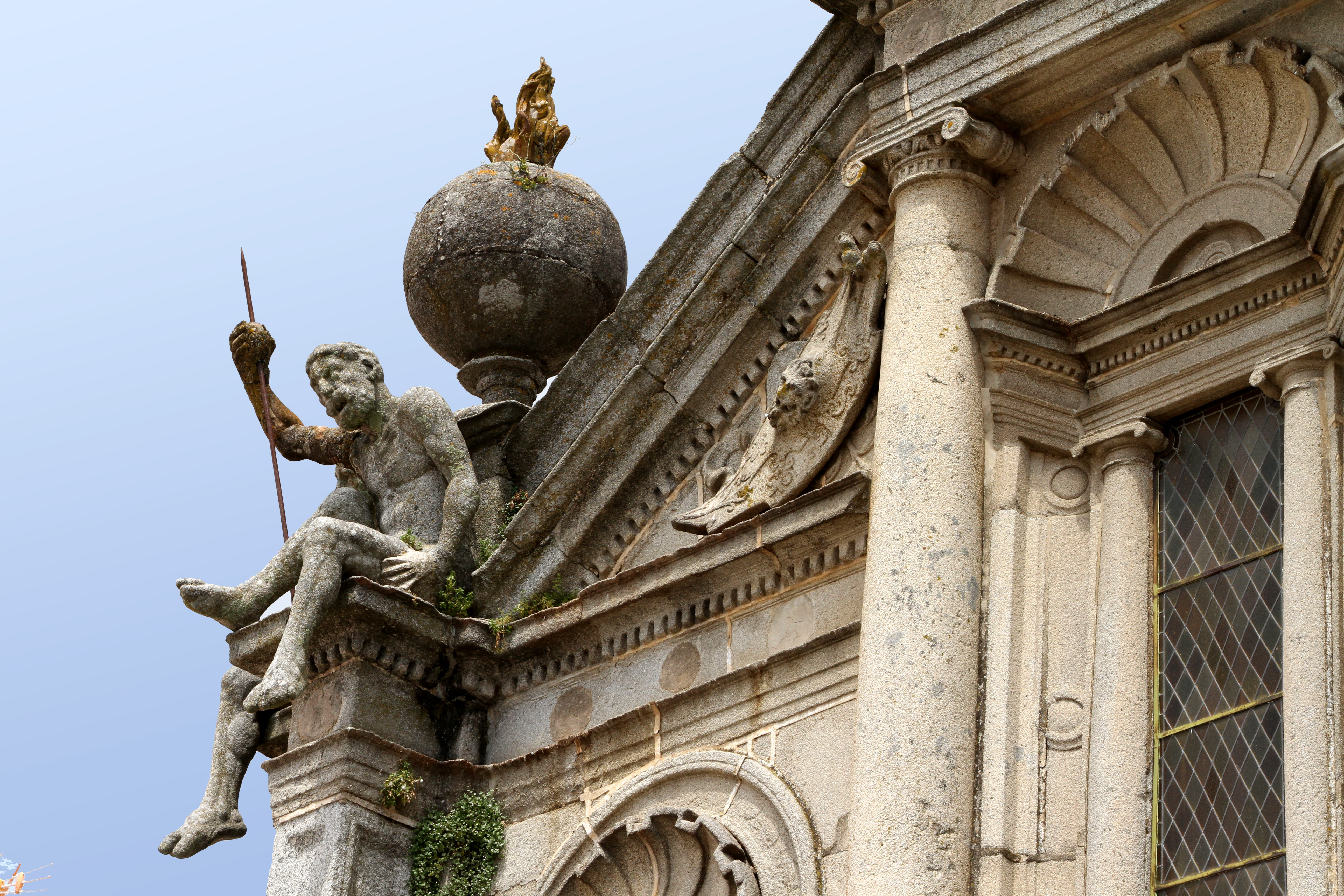
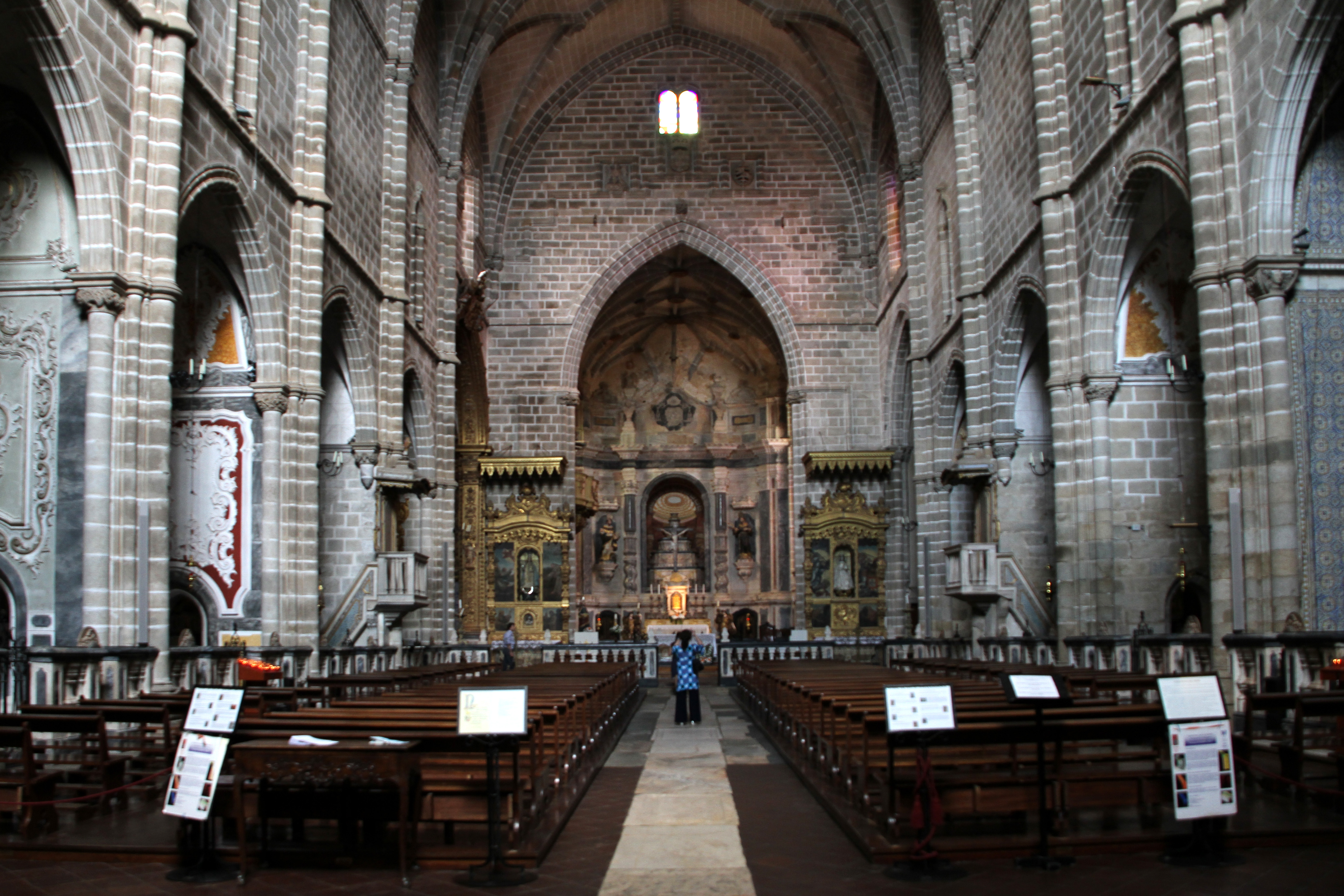

## 外部連結
- 维基共享资源上的相關多媒體資源：埃武拉
- Évora Tourism Office - Évora Tour Guide
- Information about Évora